# San Carlos (Costa Rica)
San Carlos è un distretto della Costa Rica facente parte del cantone di Tarrazú, nella provincia di San José.